# Cumanayagua
Cumanayagua es una ciudad y municipio de Cuba, situado en la provincia de Cienfuegos.

## Geografía
Situado al este de la bahía de Cienfuegos, Cumanayagua se extiende por 1099 km², incluyendo las llanuras, colinas y los 42 km de costa. Las colinas, que ocupan el 70 % del territorio, forman parte del sistema montañoso de Guamuhaya (Escambray), donde está el pico San Juan, que es el punto más elevado de la región centro oeste de Cuba, con sus 1140 m de altura. La población se concentra principalmente en la llanura o en el valle de las colinas.
Cumanayagua colinda al norte con el municipio de Cruces, al oeste con Cienfuegos, al este con Manicaragua (en la provincia de Villa Clara) y Trinidad (en la provincia de Sancti Spíritus), y al sur con las cálidas aguas del mar Caribe. Entre los muchos ríos que cruzan el territorio, los más importantes son el río Arimao y Hanabanilla. El lago artificial Avilés contiene 190 millones de metros cúbicos de agua.
El clima es típicamente tropical, con lluvias casi todo el año y un período seco. Las temperaturas son relativamente altas.

## Historia
No se sabe exactamente cuándo Cumanayagua se convirtió en una zona habitada, pero hay evidencias sustanciales que muestran que ya estaba poblada por los amerindios nativos cuando los españoles llegaron a América en 1492. De hecho, el nombre Cumanayagua proviene de algún idioma originario.
Se estableció oficialmente como villa el 3 de mayo de 1804, bajo el nombre de San Felipe de Cumanayagua, que se mantuvo hasta 1878 cuando fue denominada Santa Cruz de Cumanayagua.
En 1963, Santa Cruz de Cumanayagua obtuvo la categoría de «municipio», pasando a llamarse Cumanayagua.

### Ataques de la CIA estadounidense
El 31 de octubre de 1960, un grupo de «bandidos» ―en el marco de los ataques organizados por la CIA de Estados Unidos― ahorcó a Rafael Castillo Marrero, maestro voluntario de la Campaña Nacional de Alfabetización.
El 29 de mayo de 1961, otro grupo de «soldados» cubanos ―también pagados por la CIA para boicotear la Campaña Nacional de Alfabetización― asesinó de un balazo (sin torturarlo) al alfabetizador Pedro Blanco Gómez (de 13 años)
El 5 de diciembre de 1961, en la finca La Bandera Cubana, cerca de la aldea de Cuatro Vientos, el «bandido» Realito (Jesús Ramón Real Hernández), miembro de la banda del Congo Pacheco (Manuel Alberto Pacheco Rodríguez), asesinó al campesino José Pérez González (Luquita).
El 15 de diciembre de 1961, en la zona de Siguanea, cerca del pueblo, la banda del Congo Pacheco (Manuel Alberto Pacheco Rodríguez) asesinó al campesino Tomás Lucas.